# Anión hidrógeno
El anión hidrógeno, H−, es un ion negativo del hidrógeno, es decir, un átomo de hidrógeno que ha capturado un electrón extra. El anión hidrógeno es un constituyente importante de la atmósfera de las estrellas, como el Sol. En química, este ion se llama hidruro. El ion tiene dos electrones unidos por la fuerza electromagnética a un núcleo que contiene un protón.
La energía de enlace del H− es igual a la energía de enlace de un electrón adicional a un átomo de hidrógeno, lo que se denomina afinidad electrónica del hidrógeno. Se mide como 0.754195(19) eV. La energía total del estado fundamental se convierte así en −14.359888 eV.

## Ocurrencia
El H− es la fuente dominante de opacidad libre de enlaces en longitudes de onda visibles e infrarrojas cercanas en las atmósferas de estrellas como el Sol y más frías; se observó por primera vez en la década de 1930. El ion absorbe fotones con energías entre 0,75 a 4,0 eV, que va desde el espectro infrarrojo hasta el visible. La mayoría de los electrones de estos iones negativos provienen de la ionización de metales con potenciales de primera ionización bajos, incluidos los metales alcalinos y alcalinotérreos. El proceso que expulsa el electrón del ion se denomina fotodesprendimiento en lugar de fotoionización porque el resultado es un átomo neutro (en lugar de un ion) y un electrón libre.
El H−  también se encuentra en la ionosfera terrestre y puede producirse en aceleradores de partículas.
Su existencia fue probada teóricamente por primera vez por Hans Bethe en 1929. El H− es inusual porque, en su forma libre, no tiene estados excitados ligados, lo que se demostró en 1977.
En química, el anión hidruro es hidrógeno que tiene el estado de oxidación formal -1.
El término hidruro se utiliza para describir compuestos de hidrógeno con otros elementos en los que el hidrógeno se encuentra en el estado de oxidación formal -1. En la mayoría de estos compuestos, el enlace entre el hidrógeno y su vecino más cercano es covalente. 